# 負荷率
負荷率（ふかりつ）は、ある期間中の最大需要電力に対する同じ期間中の平均需要電力の比率（百分率）を意味する。

## 定義
負荷率 = (期間中の平均需要電力 ÷ 期間中の最大需要電力) × 100
期間中、一定の電力を使い続けた場合、平均需要電力と最大需要電力とが等しくなり、負荷率は100%になる。
負荷率を計算する期間を1年、1か月、1日とした場合の負荷率を、それぞれ年負荷率、月負荷率、日負荷率という。
年負荷率 = (年平均電力 ÷ 年間最大需要電力) × 100 = (年間需要電力量 × 100) ÷ (暦時間数 × 年間最大需要電力)
ここで、暦時間数 = 24時間 × 年間日数 であり、平年は8760時間、閏年は8784時間である。
月負荷率 = (月平均電力 ÷ 月間最大需要電力) × 100 = (月間需要電力量 × 100) ÷ (暦時間数 × 月間最大需要電力)
ここで、暦時間数 = 24時間 × 月間日数 であり、大の月は744時間、小の月（2月を除く）は720時間、2月は672時間（閏年の2月は696時間）である。
年負荷率や月負荷率を計算する場合、最大3日平均電力を最大需要電力として使用することがある。最大3日平均電力は、1年間または1か月間のうち、日ごとの最大電力の上位3日分の平均である。

## 計算例
負荷曲線が図に示すとおりである場合、最大需要電力は、13時から18時までの間に記録される60 kWである。
一方、24時間の需要電力量は、負荷曲線より下にある部分の面積を求めればよく、660 kWhである（10×8 + 50×4 + 20×1 + 60×5 + 10×6 = 660）。
平均需要電力は、需要電力量660 kWhを24時間で割ることにより求まり、27.5 kWである。
したがって、日負荷率は、(27.5 ÷ 60) × 100により、45.8%である。